# André Deforge
André Deforge (ur. 4 marca 1914 w Paryżu  – zm. 24 stycznia 1996 tamże) – francuski kolarz szosowy i torowy, srebrny medalista szosowych mistrzostw świata.

## Kariera
Największy sukces w karierze André Deforge osiągnął w 1934 roku, kiedy zdobył srebrny medal w wyścigu ze startu wspólnego amatorów podczas szosowych mistrzostw świata w Lipsku. W zawodach tych wyprzedził go jedynie Holender Kees Pellenaars, a trzecie miejsce zajął Belg Paul-Émile André. Był to jednak jedyny medal wywalczony przez Deforge'a na międzynarodowej imprezie tej rangi. Na rozgrywanych rok wcześniej mistrzostwach świata w Montlhéry był siódmy w tej samej konkurencji. Ponadto wygrał Paryż-Reims-Verdun w 1936 roku oraz Critérium International w 1939 roku. Dwukrotnie zdobywał medale szosowych mistrzostw Francji, a w 1945 roku zwyciężył także na torze w indywidualnym wyścigu na dochodzenie. Nigdy nie wystąpił na igrzyskach olimpijskich. Jako zawodowiec startował w latach 1935-1948.